# Siaya

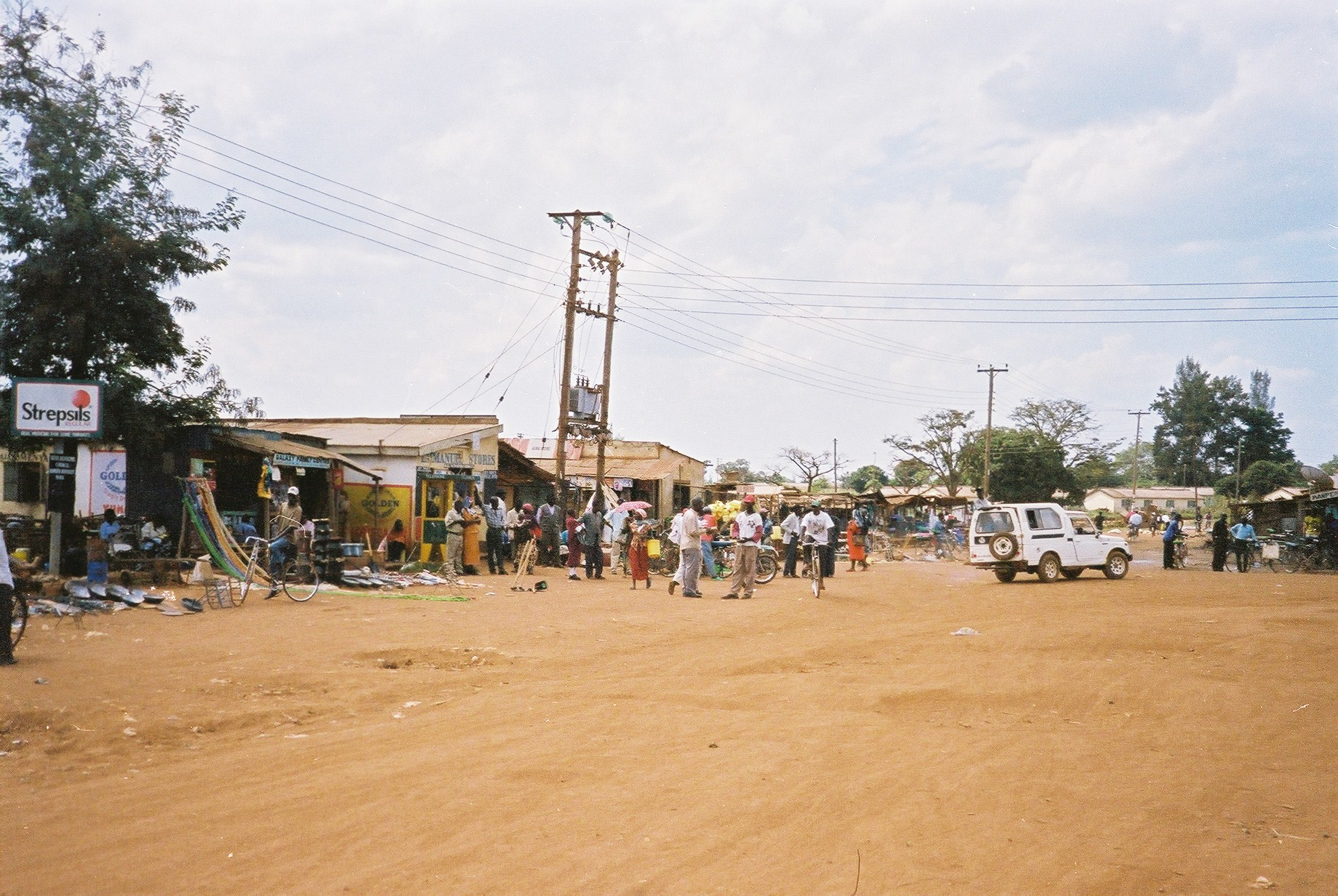
Centrala Siaya.

Siaya är huvudort i distriktet Siaya i provinsen Nyanza i Kenya. Den ligger 50 km nordväst om Kisumu. Centralorten hade 20 923 invånare vid folkräkningen 2009, med 45 353 invånare i hela kommunen.